# Contea di Sal
La contea di Sal è una contea di Capo Verde con 25 779 abitanti al censimento del 2010.
Il suo territorio coincide con l'isola omonima, appartenente al gruppo delle Barlavento. Il suo capoluogo è Espargos.

## Geografia antropica

### Suddivisioni amministrative
La contea comprende una sola parrocchia, Nossa Senhora das Dores.